# Soyuz-M

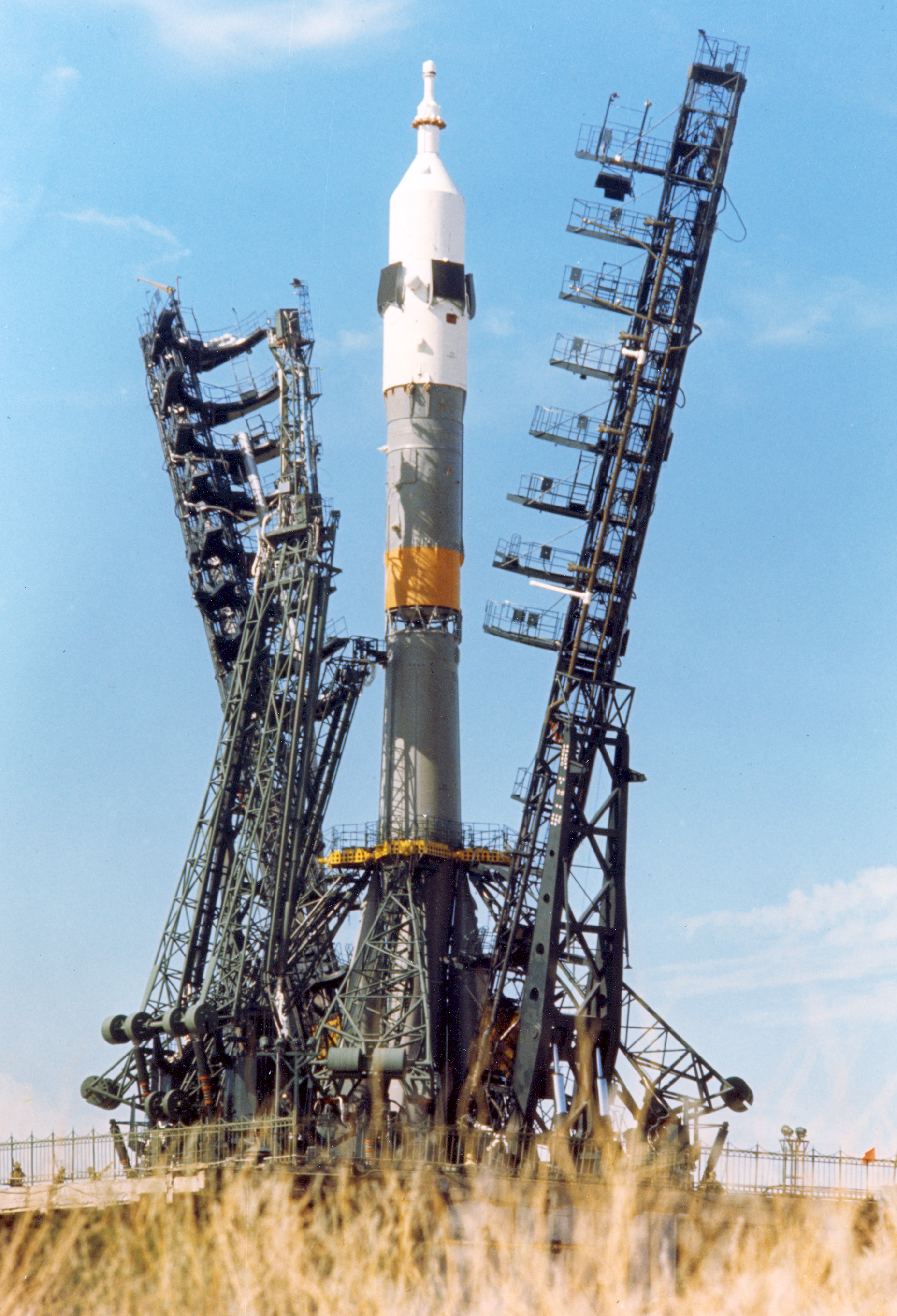
Um foguete Soyuz-U, similar ao Soyuz-M na plataforma de lançamento.

O Soyuz-M (11A511M), em russo Союз, (União) - foi um veículo de lançamento descartável projetado pelo bureau OKB-1 na União Soviética desde a década de 1960, e fabricado no TsSKB-Progress, em Samara, na Rússia.
Ele foi originalmente construído para lançar a espaçonave militar tripulada Soyuz 7K-VI para as forças armadas soviéticas. Com o cancelamento do programa de espaçonaves militares tripuladas, o desenvolvimento do foguete continuou para atender a espaçonave Soyuz 7K-S. 
Depois que o programa desta outra espaçonave também foi cancelado, o desenvolvimento do foguete Soyuz-M também foi abandonado. Os foguetes desse tipo que já estavam prontos foram usados para lançar satélites de reconhecimento.
Embora os detalhes sobre o modelo Soyuz-M não sejam conhecidos, acredita-se que ele tenha sido um foguete de dois estágios similar ao Soyuz-U.
Seguindo-se ao cancelamento da Soyuz 7K-S, oito desses foguetes foram lançados conduzindo satélites Zenit-4MT.
O primeiro desses lançamentos ocorreu em 27 de Dezembro de 1971, e o último em 31 de Março de 1976. Todos a partir do Cosmódromo de Plesetsk, o primeiro, partiu da plataforma 43/4. Os demais não tiveram seus locais exatos de lançamento registrados oficialmente. 